# Staurotheca pachyclada
Staurotheca pachyclada is een hydroïdpoliep uit de familie Sertulariidae. De poliep komt uit het geslacht Staurotheca. Staurotheca pachyclada werd in 1904 voor het eerst wetenschappelijk beschreven door Jäderholm. 